# Element paliwowy
Element paliwowy – podstawowa jednostka paliwa jądrowego, której używa się i którą się manipuluje w rdzeniu reaktora jądrowego. Zwykle ma postać prętów wypełnionych pastylkami spreparowanego paliwa jądrowego.
W radzieckich reaktorach WWER mają one formę prętów o średnicy 9,1 mm i długości 2500 mm (WWER-400) lub 3500 mm (WWER-1000). Ich powłokę stanowi stop cyrkonu i niobu o grubości 0,65 mm. Pastylki paliwa, wzbogaconego ditlenku uranu, mają średnicę zewnętrzną 7,6 mm i koncentryczny otwór o średnicy 1,5 mm.
| Radionuklid | Aktywność w paliwie PBq | Aktywność pod koszulką PBq | fmaks   |
| ----------- | ----------------------- | -------------------------- | ------- |
| 87Kr        | 1000                    | 3,5                        | 0,00035 |
| 88Kr        | 1500                    | 7                          | 0,0046  |
| 133Xe       | 2800                    | 70                         | 0,025   |
| 135Xe       | 2800                    | 21                         | 0,0075  |
| 138Xe       | 2200                    | 4,8                        | 0,0022  |
| 131J        | 1300                    | 30                         | 0,023   |
| 132J        | 2100                    | 8,5                        | 0,004   |
| 133J        | 2900                    | 30                         | 0,01    |
| 134J        | 3100                    | 10                         | 0,0032  |
| 135J        | 2700                    | 16                         | 0,0059  |